# Syrmologa
Syrmologa is een geslacht van vlinders van de familie echte motten (Tineidae).

## Soorten
- S. chersopa Meyrick, 1919
- S. leucoclistra Meyrick, 1919
- S. spermatias Meyrick, 1919
- S. thriophora Meyrick, 1919